# Kan (歌手)
Kan（1962年9月24日—2023年11月12日），原名木村和。日本男性創作歌手、作曲家。出身於福岡縣福岡市。代表作有《有愛必勝》等。

## 經歷
1962年生於福岡市，是家庭的次子。幼兒園時期就開始接受鋼琴教育。中學時期和同學組建搖滾樂團。大學時期加入過一個視覺系的樂團，嶄露頭角，在多項比賽中獲勝。1987年發行首張單曲出道。KAN演唱過許多以棒球為題材的勵志歌曲，其中以1990年的《有愛必勝》最為經典，銷量超過200萬張，Kan也因此獲得了第33回日本唱片大賞。
1997年，與小提琴家早稻田櫻子在演唱會上合作結識；1999年，二人完婚。
Kan是他的藝名，原名「木村和」是父親所起。但是「和」在日語中有多種讀法，連Kan自己也搞不清他名字裡的「和」是否讀作「kan」。其父親在1990年就逝世，所以一直未能獲知。Kan擔心以原名出道會令外界讀他的名字很麻煩，所以乾脆取藝名Kan。
2023年1月1日，他將經紀公司從JP Room轉移到Upfront Create 。3月18日，他宣布自己被診斷出患有梅克爾氏憩室癌，並宣布將取消原定於4月開始的巡演，以便專注於治療。並繼續出現在他經常參加的兩個廣播節目中。2023年11月17日，Kan的訃報對外公告，享壽61歲。 

## 外部連結
- Kan 官方網站 （页面存档备份，存于）
- KANのロックボンソワ
- Have a Nite Trip